# Yang Gensi
Yang Gensi (chiń. 杨根思; pinyin Yáng Gēnsī; ur. 1922, zm. 29 listopada 1950) – chiński żołnierz poległy w wojnie koreańskiej. 

## Życiorys
Yang Gensi urodził się w biednej rodzinie chłopskiej w Taixing w prowincji Jiangsu. Wstąpił do Nowej Czwartej Armii w 1944, a do KPCh w 1945. 
W październiku 1950 udał się na wojnę koreańską jako jeden z Chińskich Ochotników, aby wesprzeć KRLD w walce przeciw USA i Korei Południowej. 29 listopada tego samego roku zginął w boju. Yang rzucił się w grupę około 40 amerykańskich żołnierzy, detonując torbę ładunków wybuchowych, poświęcając swoje życie i zabijając wrogi oddział. 
W 1952 chińskie władze nadały mu honorowy tytuł Bohatera. Park pamięci Yanga Gensi został założony w 1955 roku. 